# Richard von Kühlmann
Richard von Kühlmann (Konstantinápoly, 1873. május 17. – Ohlstadt, 1948. február 16.) német diplomata, majd a Német Birodalom külügyminisztere volt. Vezetése alatt kötötték meg a breszt-litovszki békét Oroszországgal 1918 márciusában és a bukaresti egyezményt Romániával 1918 májusában.

## Élete
Richard von Kühlmann 1873. május 17-én született Konstantinápolyban. Édesapja az Anatóliai Vasutak vezérigazgatói pozícióját töltötte be. Kühlmann 1899-ben csatlakozott a német külügyi szolgálathoz és számos országban képviselte a Német Birodalmat. Ebben az időszakban megfordult Szentpétervárott, Teheránban, Tangerban, Washingtonban, Hágában és 1908-tól 1914-ig Londonban.
Az első világháború kitörése után előbb német követként áthelyezték Hágába, majd a konstantinápolyi német nagykövetség vezetésével bízták meg. 1917. augusztus 6-án kinevezték német külügyminiszternek. Vezetése alatt kötötték meg a breszt-litovszki békét Oroszországgal 1918 márciusában és a bukaresti egyezményt Romániával 1918 májusában. 1918 júniusában a Reichstag előtt kijelentette, hogy a háború kizárólag katonai eszközök alkalmazásával nem megnyerhető. Ennek eredményeként a német katonai felsővezetés lemondásra kényszerítette. 1948. február 16-án hunyt el Ohlstadtban.